# Richard Mille
Horométrie SA är ett schweiziskt multinationellt tillverkningsföretag som tillverkar exklusiva armbandsur under klockmärket Richard Mille. Företaget tillverkar årligen omkring 5 300 armbandsur och där genomsnittspriset för en sån ligger på en kvarts miljon amerikanska dollar. Det äger och driver också 41 Richard Mille-butiker världen över.

## Historik

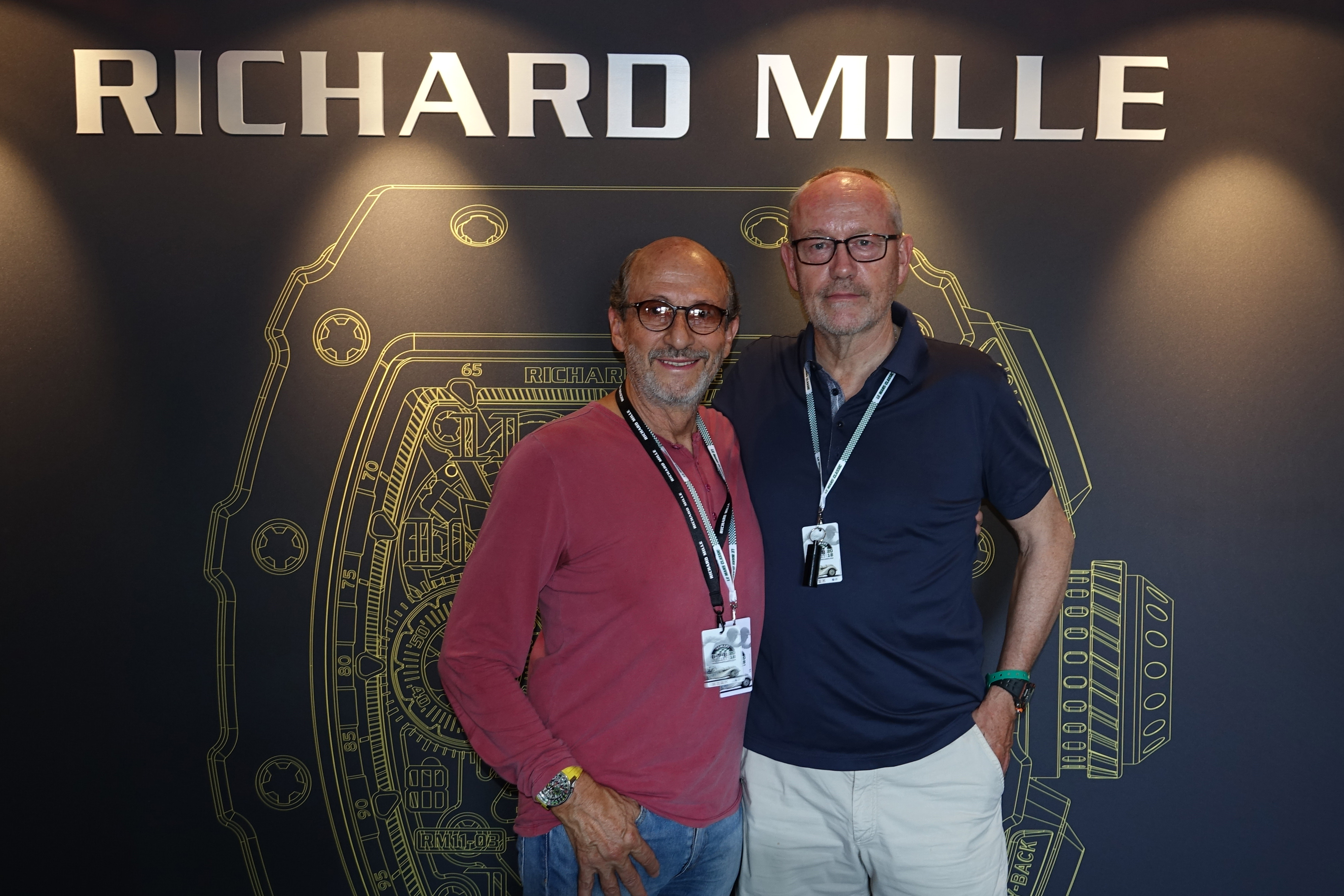
Richard Mille och Dominique Guenat, 2017.

Företagets ena grundare och den som har gett namnet till klockmärket, Richard Mille började arbeta för det franska klockmärket Finhor på 1970-talet. Han började dock ogilla allt mer ordinära armbandsur och ville göra sina egna som skulle ha hög status. En av inspirationskällorna till armbandsuren för Mille var motorsportserien Formel 1 och dess högteknologiska tävlingsbilar som används där. Mille och Dominique Guenat utvecklade armbandsuret RM 001 Tourbillon och som släpptes 2001. Armbandsuret tillverkades bara i 17 exemplar och varje armbandsur kostade 135 000 dollar per styck. Detta gav dock chockvågor inom branschen för armbandsur på grund av det höga priset. Vissa ifrågasatte varför armbandsuret skulle vara dyrare än andra exklusiva och etablerade klockmärken såsom Patek Philippe. Richard Mille svarade självsäkert med att de konkurrerar varken med Patek Philippe eller någon annan tillverkare av armbandsur.
År 2005 öppnades den första Richard Mille-butiken och det var i Hongkong i Kina.